# Бобры (Щёлковский район)
Бобры — деревня в Щёлковском районе Московской области России, входит в состав городского поселения Фряново. Население — 1 чел. (2010).

## География
Деревня Бобры расположена на северо-востоке Московской области, в северо-восточной части Щёлковского района, недалеко от границы с Владимирской областью, примерно в 57 км к северо-востоку от Московской кольцевой автодороги и 42 км к северо-востоку от одноимённой железнодорожной станции города Щёлково, по правому берегу реки Мележи бассейна Клязьмы.
В 3,5 км северо-восточнее деревни проходит Московское большое кольцо А108, в 7 км к югу — Фряновское шоссе Р110, в 23 км к юго-западу — Московское малое кольцо А107, в 19 км к северо-западу — Ярославское шоссе М8. Ближайшие населённые пункты — деревни Афанасово и Хлепетово.
К деревне приписано пять садоводческих товариществ (СНТ).

## Население
| 1852 | 1859 | 1869 | 1899 | 1926 | 2002 | 2006 |
| ---- | ---- | ---- | ---- | ---- | ---- | ---- |
| 104  | ↗110 | ↘90  | ↘41  | ↗171 | ↘1   | ↗2   |
| 2010 |      |      |      |      |      |      |
| ↘1   |      |      |      |      |      |      |

## История
В середине XIX века сельцо Бобры относилось ко 2-му стану Богородского уезда Московской губернии и принадлежало майору Фёдору Яковлевичу Николе. В сельце было 13 дворов, крестьян 47 душ мужского пола и 57 душ женского.
В «Списке населённых мест» 1862 года — владельческая деревня 2-го стана Богородского уезда Московской губернии по левую сторону Стромынского тракта (из Москвы в Киржач), в 40 верстах от уездного города и 40 верстах от становой квартиры, при реке Мележе, с 13 дворами и 110 жителями (52 мужчины, 58 женщин).
По данным на 1869 год — деревня Аксёновской волости 3-го стана Богородского уезда с 11 дворами, 12 деревянными домами, хлебным запасным магазином и 90 жителями (40 мужчин, 50 женщин), из которых 1 грамотный. Количество земли составляло 114 десятин, в том числе 70 десятин пахотной. Имелось 6 лошадей, 7 единиц рогатого и 1 единица мелкого скота.
В 1913 году — 40 дворов.
По материалам Всесоюзной переписи населения 1926 года — центр Бобровского сельсовета Аксёновской волости Богородского уезда в 9 км от Фряновского шоссе и 21 км от станции Сергиево Северной железной дороги, проживал 171 житель (78 мужчин, 93 женщины), насчитывалось 27 хозяйств (25 крестьянских).
С 1929 года — населённый пункт Московской области в составе:
- Афанасовского сельсовета Щёлковского района (1929—1954)[16],
- Рязанцевского сельсовета Щёлковского района (1954—1959, 1960—1963, 1965—1994)[17][18][19],
- Рязанцевского сельсовета Балашихинского района (1959—1960)[17][20],
- Рязанцевского сельсовета Мытищинского укрупнённого сельского района (1963—1965)[21],
- Рязанцевского сельского округа Щёлковского района (1994—2006)[19],
- городского поселения Фряново Щёлковского муниципального района (2006 — н. в.)[22][23].